# VW Amarok
Unter der Bezeichnung VW Amarok vermarktet Volkswagen Nutzfahrzeuge einen Pick-up in mittlerweile zweiter Generation.
Die erste Generation wurde im Januar 2010 vorgestellt. Die europäische Version wurde bis Mai 2020 in Hannover hergestellt. Danach war das Modell bis zur Einführung der zweiten Generation in Europa nicht erhältlich. In Südamerika wird der Amarok I nach wie vor gefertigt und vermarktet. Die zweite Generation kam im Januar 2023 in den Handel. Sie teilt sich die Basis mit dem Ford Ranger und wird in Südafrika gebaut.

## Die Baureihen im Überblick

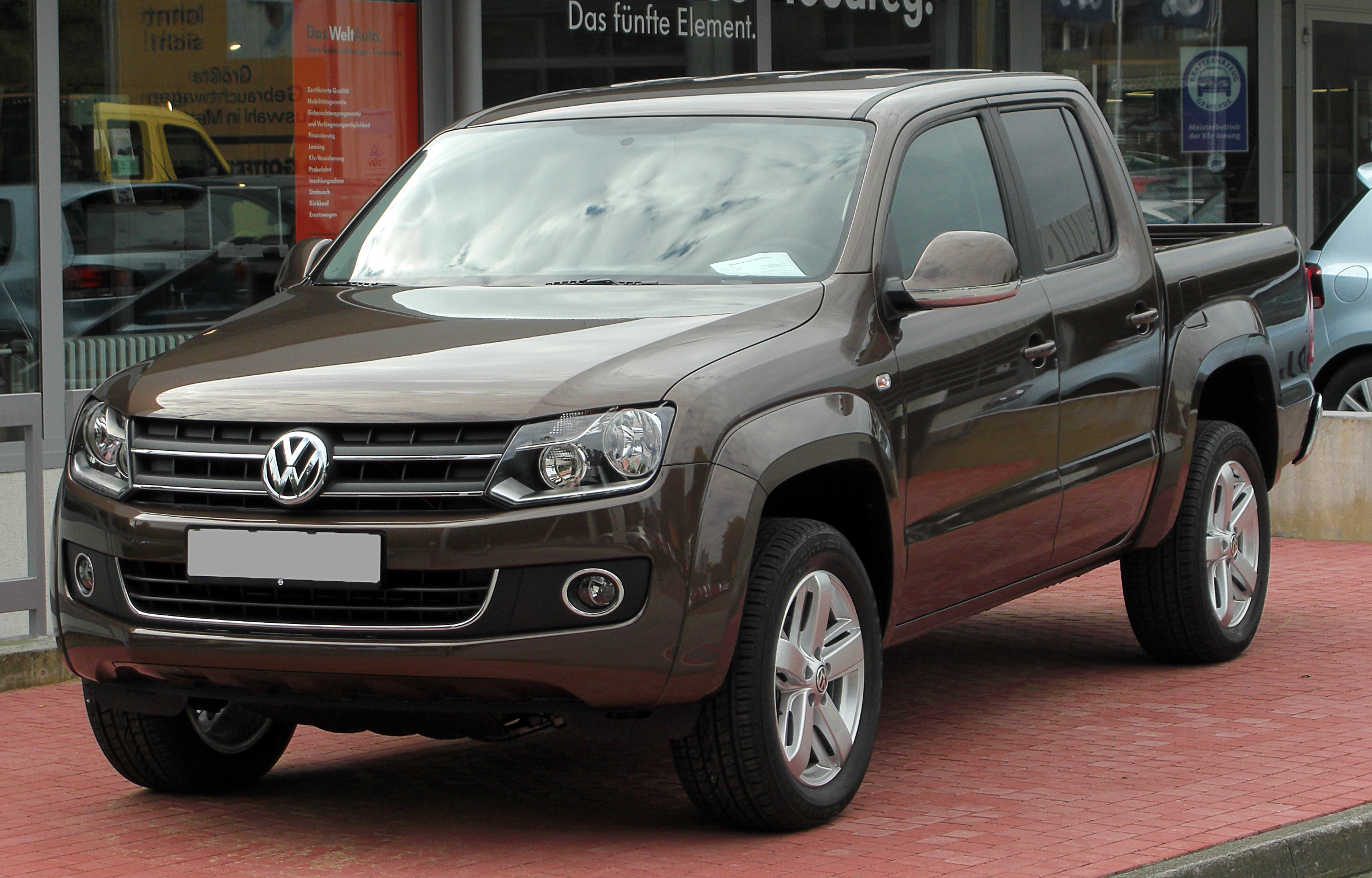
VW Amarok I seit 2010
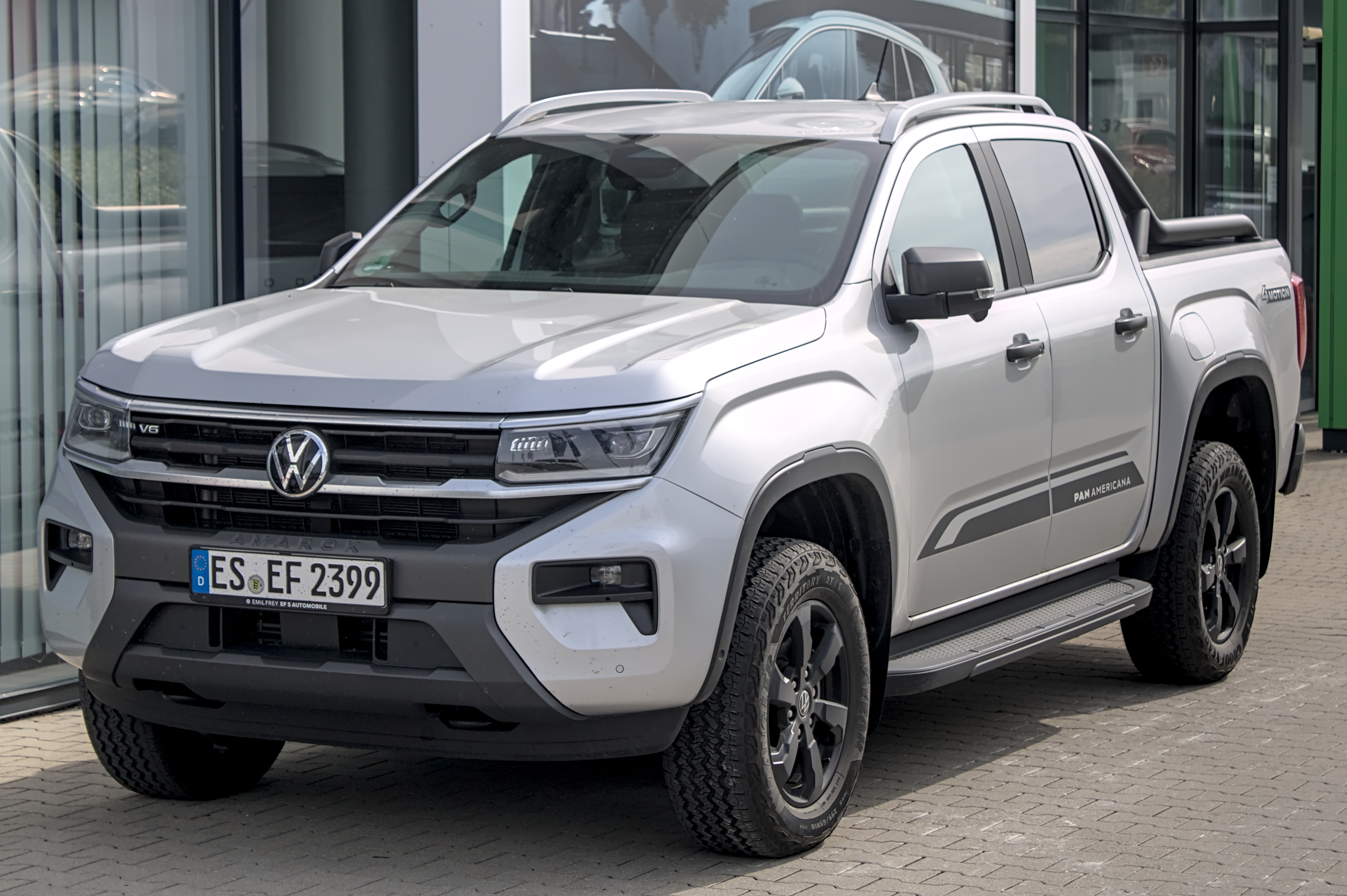
VW Amarok II seit 2023

## Globale Produktionsstandorte und Produktionszahlen
Der Amarok I wird weiterhin (?) bei Volkswagen Argentina produziert, bis 2020 wurde er auch im Volkswagenwerk Hannover gebaut und in geringen Stückzahlen als CKD bei Aymesa in Quito (Ecuador). Seit Mitte 2022 wird der Amarok II im Ford-Werk in Silverton bei Pretoria produziert.
Volkswagen kündigte im April 2025 an, 580 Millionen Euro zu investieren, um ab 2027 im Werk Pacheco (Argentinien) einen Pickup zu produzieren. Dieser werde gezielt für den Markt Südamerika entwickelt. VW wolle „bis 2030 technologisch führender Volumenhersteller weltweit“ werden.
| Produktionsjahr            |      |  | Anzahl |        |
| 2009                       | 2009 |  | 193    | 193    |
| 2010                       | 2010 |  | 44.525 | 44.525 |
| 2011                       | 2011 |  | 76.965 | 76.965 |
| 2012                       | 2012 |  | 78.633 | 78.633 |
| 2013                       | 2013 |  | 91.739 | 91.739 |
| 2014                       | 2014 |  | 69.695 | 69.695 |
| 2015                       | 2015 |  | 81.019 | 81.019 |
| 2016                       | 2016 |  | 63.367 | 63.367 |
| 2017                       | 2017 |  | 80.328 | 80.328 |
| 2018                       | 2018 |  | 88.950 | 88.950 |
| 2019                       | 2019 |  | 68.010 | 68.010 |
| 2020                       | 2020 |  | 36.343 | 36.343 |
| 2021                       | 2021 |  | 42.755 | 42.755 |
| 2022                       | 2022 |  | 42.806 | 42.806 |
| Produktionszahlen, Quelle: |      |  |        |        |